# Bankerot
 For alternative betydninger, se Bankerot (flertydig). (Se også artikler, som begynder med Bankerot)
Bankerot er et i dansk lovsprog sjældent brugt udtryk for en stats konkurs ell. fallit.
Det stammer fra det italienske banca rotta – en sønderbrudt disk – fordi bankierernes bænk ell. disk i de norditalienske handelsstæder i middelalderen blev sønderbrudt, når de ikke kunne opfylde deres forpligtelser.
I fransk lovsprog bruges endnu ordet banqueroute om en tilregnelig fallit, mens bankruptcy i engelsk og nordamerikansk lovsprog er det eneste tekniske udtryk for fallit.
Danmark oplevede en statsbankerot i 1813 ovenpå Napoleonskrigene.